# Buckland Ripers (parish)
Buckland Ripers var en civil parish fram till 1894 då den blev en del av Radipole, i grevskapet Dorset, i England. Civil parish var belägen 9 km från Dorchester och hade 143 invånare år 1891.